# Exhibition (album)
Albums de Quentin Mosimann
Duel
Exhibition est un album de Quentin Mosimann, se situant principalement dans la musique électronique.

## Liste des chansons
1. I love I love
2. Gimme a Break
3. Toc Toc
4. Golden Boy
5. Tu le reconnaîtras
6. Vibrer
7. Made in Paris
8. Pas compliqué
9. Je la vois (Dans toutes les filles)
10. Il y a un paradis
11. Gainsbourg Zéro-Dix

## Charts
| Classement | Ventes | Classement digital | Ventes |
| ---------- | ------ | ------------------ | ------ |
| 7          | 4 827  | 4                  | 832    |
| 59         | 1 120  |                    | .,...  |
| 97         | .,...  |                    | .,...  |
| 141        | .,...  |                    | .,...  |

Total des ventes : 10 000